# Dos Delitos e das Penas

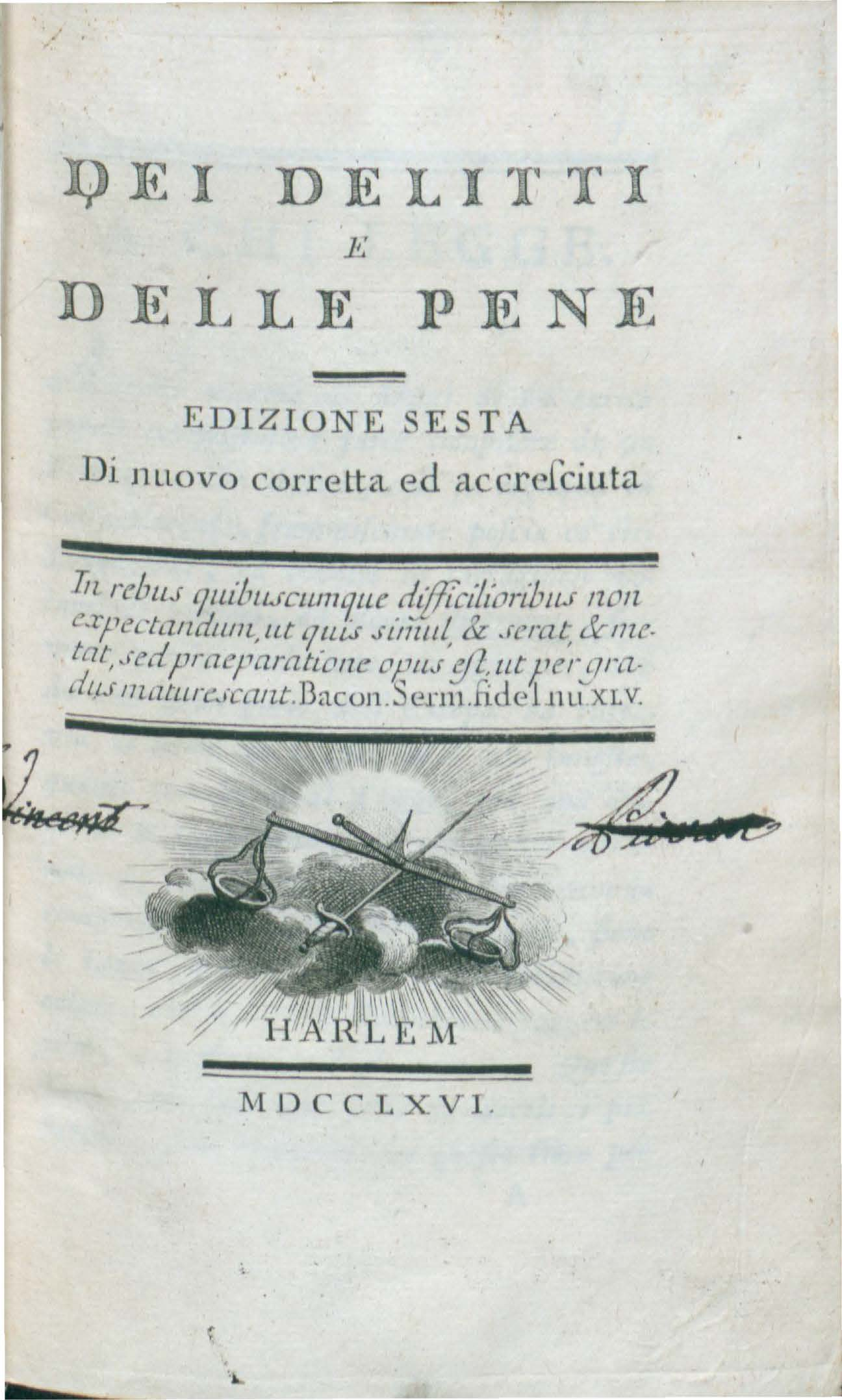
VI edição, 1766

Dos Delitos e das Penas (em italiano Dei delitti e delle pene [ˈdei deˈlitti e ˈdelle ˈpeːne]) é um livro de Cesare Beccaria, originalmente publicado em 1764.

## Sobre
Trata-se de uma obra que se insere no movimento filosófico e humanitário da segunda metade do século XVIII. Na época, havia grassado a tese de que as penas constituíam uma espécie de vingança coletiva. Essa concepção havia induzido à aplicação de punições de consequências muito superiores e mais terríveis do que os males produzidos pelos delitos.
Prodigalizara-se então a prática de torturas, penas de morte, penitenciárias desumanas, banimentos, acusações secretas. Beccaria se insurgiu contra essa tradição jurídica invocando a razão e o sentimento. Fez-se porta-voz dos protestos da consciência pública contra os julgamentos secretos, o juramento imposto aos acusados, a tortura, a confiscação, as penas infamantes, a desigualdade ante o castigo, a atrocidade dos suplícios; estabeleceu limites entre a justiça divina e a justiça humana, entre os pecados e os delitos. "A grandeza do crime não depende da intenção de quem o comete", escreveu. Condenou o direito de vingança e tomou a utilidade social como base do direito de punir, ressaltando a necessidade da publicidade e da presteza das penas: "quanto mais pronta for a pena e mais de perto seguir o delito, tanto mais justa e útil ela será". Declarou ainda a pena de morte inútil e reclamou a proporcionalidade das penas aos delitos ("a verdadeira medida dos delitos é o dano causado à sociedade"), assim como a separação do Poder Judiciário e do Poder Legislativo.
A partir do estudo desta obra, as legislações de vários países foram modificadas; a pena para o criminoso deixou a forma de punição e assumiu a de sanção. O criminoso não é mais alguém paralelo à sociedade, mas alguém que não se adaptou às normas preestabelecidas, provenientes de um contrato social (de Jean-Jacques Rousseau), em que a pessoa se priva de sua liberdade (a menor parcela possível) em prol da ordem social.
Cesare Beccaria afirmou que as leis são fragmentos da legislação de um antigo povo conquistador, compilados por ordem de um príncipe que reinou há doze séculos em Constantinopla, combinados em seguida com os costumes dos lombardos e amortalhados em um volumoso calhamaço de comentários obscuros, constituídos do velho acervo de opiniões de uma grande parte da Europa.
Dissertou que as vantagens da sociedade devem ser igualmente repartidas entre todos os seus membros, devendo essa ser a verdade digna de nossa sociedade; contudo, Beccaria observou que, entre os homens reunidos, nota-se a tendência contínua de acumular no menor número os privilégios o poder e a felicidade, para deixar à maioria apenas miséria e fraqueza. Para impedir isso só com boas leis. Porém, normalmente, os homens abandonam a leis provisórias e à prudência do momento o cuidado de regular os negócios mais importantes, quando não os confiam à discrição daqueles mesmos cujo interesse é oporem-se às melhores instituições e às leis mais sábias. Toda lei que não for estabelecida sobre a base moralista encontrará sempre uma resistência à qual acabará cedendo.
A primeira consequência desses princípios é que só as leis podem fixar as penas de cada delito e que o direito de fazer leis penais não pode residir senão na pessoa do legislador, que representa toda a sociedade unida por um contrato social. A segunda consequência é que o soberano, que representa a própria sociedade, só pode fazer leis gerais, às quais todos devem submeter-se; não lhe compete, porém, julgar se alguém violou essas leis. Em terceiro lugar, mesmo que a atrocidade das mesmas não fosse reprovada pela filosofia, mãe das virtudes benéficas e, por essa razão, esclarecida, que prefere governar homens felizes e livres a dominar covardemente um rebanho de tímidos escravos; mesmo que os castigos cruéis não se opusessem diretamente ao bem público e ao fim que se lhes atribui, o de impedir os crimes bastará provar que essa crueldade é inútil, para que se deva considerá-la como odiosa, revoltante, contrária a toda justiça e à própria natureza do contrato social.
Das consequências desses princípios, resulta-se que os juízes não recebem as leis como uma tradição doméstica, ou como um testamento dos nossos antepassados, que aos seus descendentes deixaria apenas a missão de obedecer. Recebem-nas da sociedade viva, ou do soberano, que é representante dessa sociedade, como depositário legítimo do resultado atual da vontade de todos. Ao juiz caberia somente a definição sobre a existência do fato e somente ao seu soberano a interpretação das leis, já que depositário das vontades atuais do povo. 
Critica, por outro lado, a obscuridade de uma lei feita de forma prolixa, de maneira que o povo não entenda, pois a lei há de ser interpretada, mas não pelos minoritários detentores do conhecimento, contudo, pelo cidadão, que deve julgar por si mesmo as consequências de seus próprios atos. "Felizes as nações entre as quais o conhecimento das leis não é uma ciência", escreveu.
Ressalta que o castigo deve ser inevitável, mas que não é a severidade da pena que traz o temor, mas a certeza da punição. "A perspectiva de um castigo moderado, mas inevitável, causará sempre uma impressão mais forte do que o vago temor de um suplício terrível, em relação ao qual se apresenta alguma esperança de impunidade". Enaltece que a prevenção dos crimes é melhor do que a punição.
Por fim, deduz um Teorema Geral Utilíssimo, o legislador ordinário das nações. Explicando que para não ser um ato de violência contra o cidadão, a pena deve ser essencialmente pública, pronta, necessária, a menor das penas aplicáveis nas circunstâncias dadas, proporcionada ao delito e determinada pela lei.